# Perossidisolfato di potassio
Il perossidisolfato di potassio (o persolfato di potassio) è il sale di potassio dell'acido perossidisolforico. A temperatura ambiente si presenta come un solido bianco inodore. È un composto nocivo, irritante, allergenico. È l'iniziatore usato nelle polimerizzazioni in emulsione, nello specifico nella FRP (free radical polymerization). È inoltre un potente ossidante.

## Preparazione
Il persolfato di potassio può essere preparato mediante elettrolisi di una soluzione fredda di bisolfato di potassio in acido solforico ad alta densità di corrente.
{\displaystyle {\ce {2 KHSO4 -> K2S2O8 + H2}}}
Può anche essere preparato aggiungendo bisolfato di potassio a una soluzione di perossidisolfato d'ammonio. In linea di principio può essere preparato mediante ossidazione chimica del solfato di potassio usando fluoro.

## Usi
Questo sale viene utilizzato per avviare la polimerizzazione di vari alcheni che portano a polimeri importanti dal punto di vista commerciale come la gomma SBR, il politetrafluoroetilene e materiali correlati. In soluzione, il dianione si dissocia per dare radicali:
{\displaystyle {\ce {[O3SOOSO3]^2- <=> 2[SO4]- *}}}
È usato nella chimica organica come agente ossidante, ad esempio nell'ossidazione di Erbs dei fenoli e l'ossidazione di Boyland-Sims delle aniline.
Come agente sbiancante forte ma stabile trova impiego anche in varie decoloranti e schiarenti per capelli. È stato usato come agente miglioratore per la farina con il numero E E922, sebbene non sia più approvato per questo uso all'interno dell'UE.

## Precauzioni
Il sale è un forte ossidante ed è incompatibile con i composti organici. Il contatto prolungato con la pelle può provocare irritazione.